# Theodoxus fluviatilis
Theodoxus fluviatilis е вид охлюв от семейство Neritidae. Видът не е застрашен от изчезване.

## Разпространение и местообитание
Разпространен е в Австрия, Албания, Беларус, Белгия, Босна и Херцеговина, България, Великобритания, Германия, Гърция, Дания, Естония, Ирландия, Испания, Италия, Латвия, Литва, Лихтенщайн, Люксембург, Молдова, Монако, Нидерландия, Полша, Португалия, Румъния, Русия, Словакия, Словения, Сърбия, Украйна, Унгария, Финландия, Франция, Хърватия, Черна гора, Швейцария и Швеция.
Обитава крайбрежията на сладководни и полусолени басейни, морета, заливи, реки и потоци в райони с умерен климат. Среща се на дълбочина от 1 до 22 m, при температура на водата около 8,6 °C и соленост 7,6 ‰.

## Описание
Популацията на вида е стабилна.

## Галерия
- Theodoxus fluviatilis littoralis
- Theodoxus fluviatilis dalmatinus